# Јовица
Јовица је мушко име. То је хипокористични облик имена Јован.
Познати људи са датим именом су:
- Јовица Антонић (рођен 1966), српски професионални кошаркашки тренер, бивши играч
- Јовица Арсић (рођен 1968), српски кошаркашки тренер
- Јовица Елезовић (рођен 1956), бивши југословенски рукометаш
- Јовица Николић (рођен 1959), бивши српски везиста
- Јовица Станишић (рођен 1950), бивши начелник Службе државне безбедности Србије
- Јовица Тасевски-Етернијан (рођен 1976), македонски песник, есејиста и књижевни критичар
- Јовица Цветковић (рођен 1959), српски рукометни тренер и бивши олимпијац